# 大战略 ～千年帝国之兴亡～
《大战略 ～千年帝国之兴亡～》是一款由世嘉公司制作和发行的回合制战略类电子游戏，场景发生在第二次世界大战。本游戏最初于1997年3月20日在日本地区世嘉土星发行。
本游戏最多可以4人游戏。